# After Dark
After Dark är en svensk dragshow-grupp som varit mest känd med Christer Lindarw och Lasse Flinckman i huvudrollerna. Den startades 1976. Flinckman slutade som medlem i gruppen 2009 och ersattes då av Lars-Åke Wilhelmsson. Gruppen lades ner år 2018 efter 40 år, men återvände i ny konstellation våren 2022 i Club After Dark på Vasateatern med Lindarw som producent.

## Historik
After Dark har funnits sedan 1976, då de ovannämnda samt Roger Jönsson startade den egna klubben After Dark Club på David Bagares gata i Stockholm. 
1980 fick de sitt stora genombrott med krogshowen Förför Sverige i tiden, då på Hamburger Börs i Stockholm. Sedan dess har After Dark varit ett starkt inslag i svensk krogshow- och HBT-historia. Jönsson övergick 1981 till gruppen Surprise Sisters och avled 1984. 
Förutom ett stort antal TV-shower och framträdanden i Skandinavien har After Dark även gjort gästspel i södra Europa och i USA: ett framgångsrikt och åtta månader långt spel i Madrid 1983 och sex månaders väl ansedda föreställningar på kända Alcazar Theatre i San Francisco. 1987 gjorde gruppen en fyra månader lång spelning på hotellet Harrah's Lake Tahoe.
I januari 1996 firade After Dark 20-årsjubileum och det pågick i två år på Börsen i Stockholm, Rondo i Göteborg och Amiralen i Malmö samt under en turné genom Sverige som avslutades med två utsålda hus i Globen 1998.
Lindarw och Flinckman medverkade och fick stort genomslag 2004 i Melodifestivalen, med låten La dolce vita. Hösten 2004 hade de premiär med sin senaste krogshow på Tyrol, Gröna Lund, i Stockholm. Namnet på den var också La dolce vita. Sedan dess har den turnerat vidare till showkrogarna Amiralen (Malmö) och Rondo, Liseberg (Göteborg) samt en rad mindre svenska städer. I Melodifestivalen 2005 var After Dark också med, men inte i tävlingen, utan de var pausnummer med Alla har ont.
After Dark medverkade i den fjärde deltävlingen i Melodifestivalen 2007 med låten (Åh) När ni tar saken i egna händer. Låten gick vidare efter första omröstningen, men gick varken vidare till andra chansen eller finalen. Texten till låten kan till största del antas handla om onani, men kan lika gärna handla om heminredning. Namnen som förekommer i låten (Martin, Tina, Ernst och Bosse) relaterar till TV-kändisarna Martin Timell, Tina Nordström, Ernst Kirchsteiger och Bosse Bildoktorn Andersson som alla gett sitt medgivande till att omnämnas i låten.
2009 byttes Flinckman ut mot Lars-Åke Wilhelmsson ("Babsan") i en riksturné med Lindarw där de två dragdivorna visade prov på gott samarbete och fick fina recensioner. En inspelning av föreställningen från restaurang Tyrol sändes av TV4 som After dark med Babsan nyårsafton 2011. Kvar i ensemblen sedan 1976 var förutom Lindarw även Nils-Albert Eriksson som bland annat har gjort en soloparodi på Christer Sjögren.
2012 satte de upp en ny show med namnet Let's go party. Den började på Malmö operan gick sedan vidare till Hamburgerbörs i Stockholm och Rondo i Göteborg. De gjorde samt en turné i Sverige och den avslutades i januari 2014 på Cirkus i Stockholm efter cirka 150 föreställningar.
After Dark med Lindarw som huvudperson tävlade den 21 februari 2016 i Melodifestivalen (deltävling 3) med låten "Kom ut som en stjärna" men gick inte vidare.

## Priser och utmärkelser i urval
- Kasperpriset 1979 – Dagens Nyheter.
- Årets Artist 1982 – Stallbröderna.
- Årets Bästa Showgrupp 1984 – Nöjesforum.
- 1985 fick After Dark San Franciscos teater och kritikerpris för Bästa Huvudroll (Christer Lindarw), Bästa Ljussättning och Bästa Produktion.
- Årets drag och Årets Show på Gaygalan 2005.
- Christer Lindarw fick Guldmasken för Bästa kostym 2005.
- Christer Lindarw fick Eskilstuna Stads Musikpris 2006.
- Årets drag och årets scen på Gaygalan 2013
- Årets Drag och Årets Scen på

Qx-galan 2017
- Årets Drag och Årets Scen på

Qx-galan 2023

### Övrigt
TV-showen Mycké Nöje med Christer Lindarw var Kanal 1 Nöjes bidrag till Montreux 1995. 
Christer Lindarw är också en kostymdesigner som har ritat kläder till många inom svenskt nöjesliv. Hösten 2004 visades hans kläder genom tiderna i en utställning som ”Dressed for success” på Dansmuseet i Stockholm.

## Diskografi

### Studioalbum
- 2004 - La dolce vita
- 2013 - Let's go party

### Singlar
- 2004 – La dolce vita
- 2004 – Det är då jag älskar dig
- 2006 – Kom ut ("Go West") (med Stockholms gaykör, The official song of Stockholm Pride 2006)
- 2007 – (Åh) När ni tar saken i egna händer
- 2014 – Let's go party After Dark
- 2016 – Kom ut som en stjärna